# 戦争記念施設

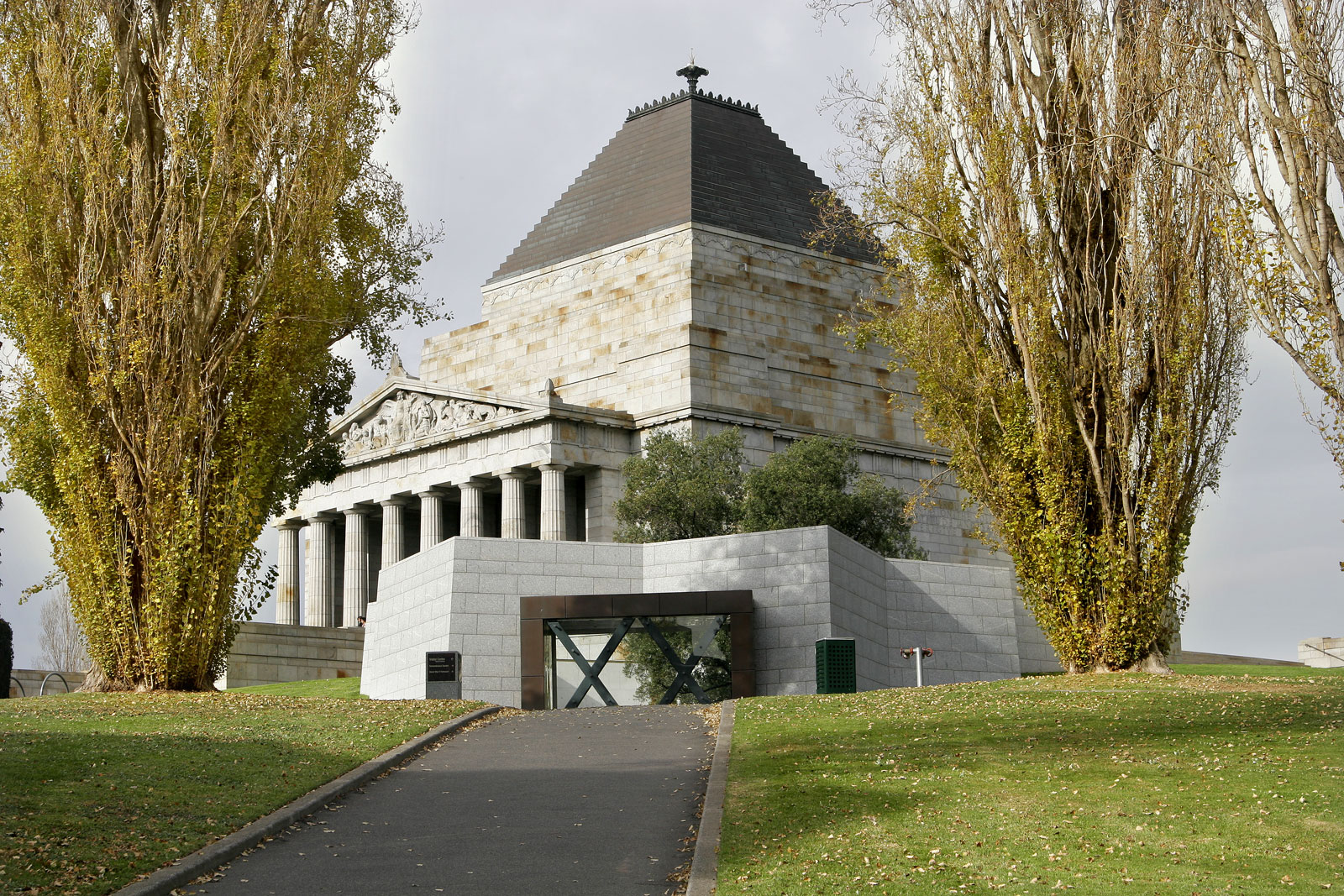
戦没者慰霊館 (メルボルン)

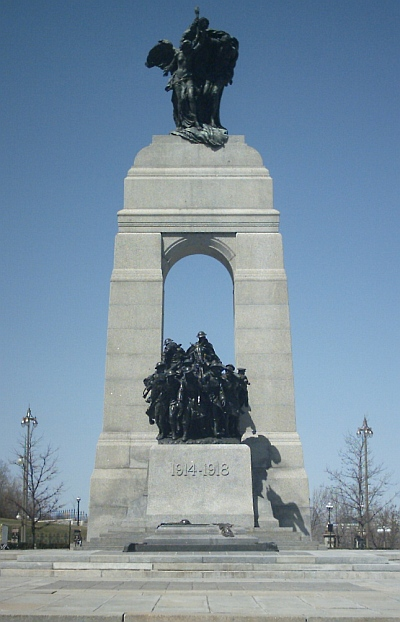
カナダ・オタワの国立戦争記念碑

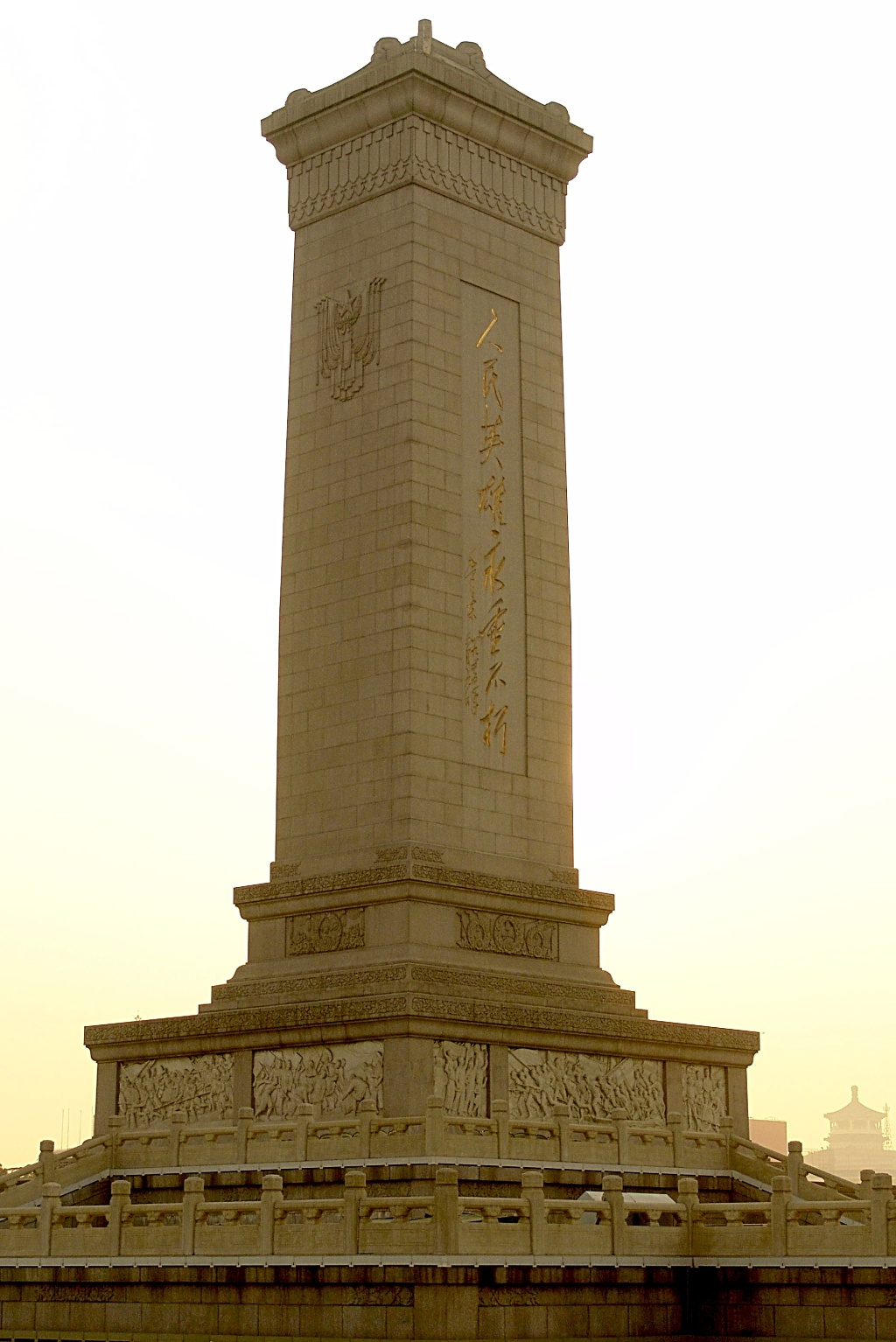
中華人民共和国の人民英雄紀念碑

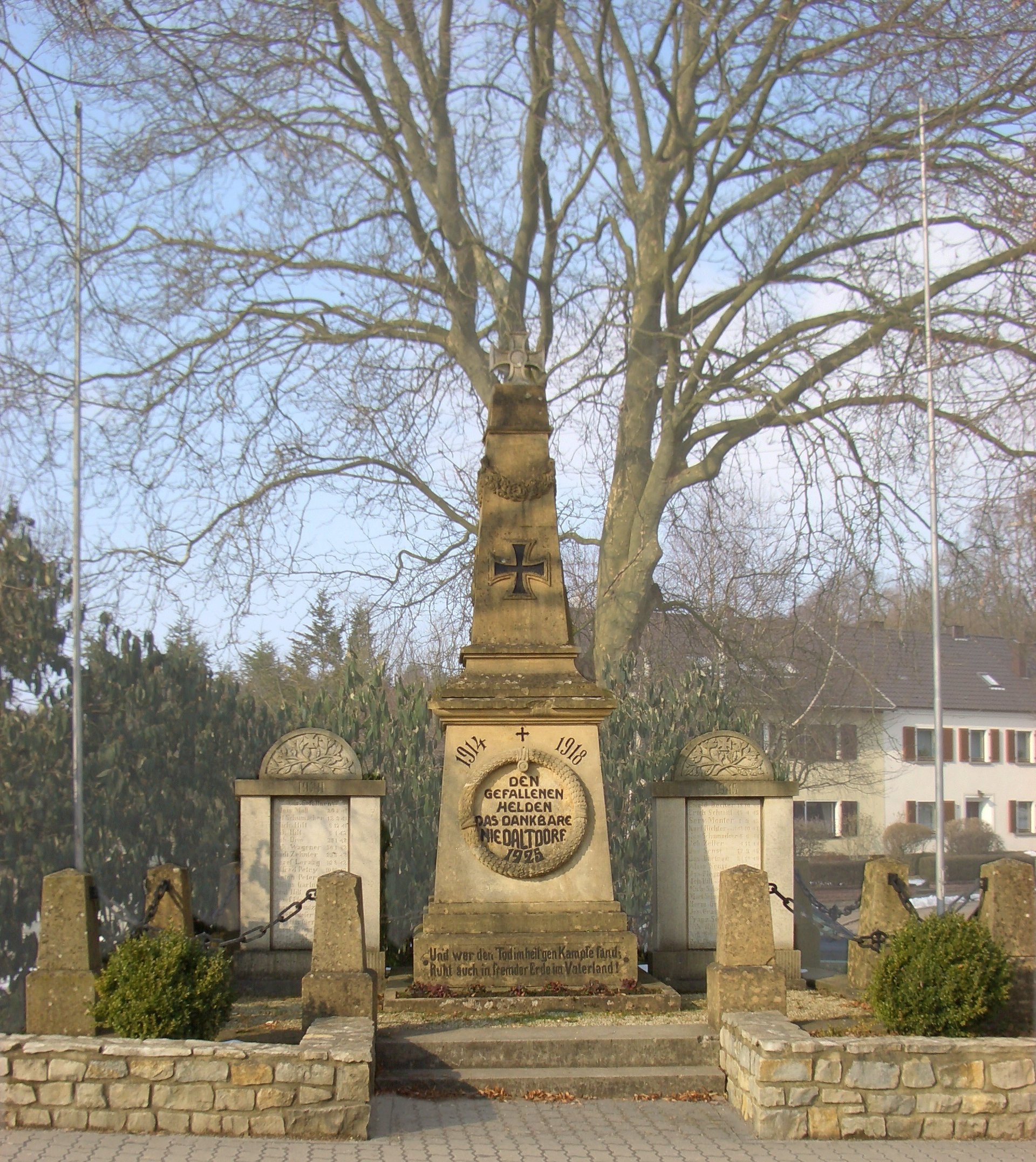
ドイツの第一次世界大戦記念塔

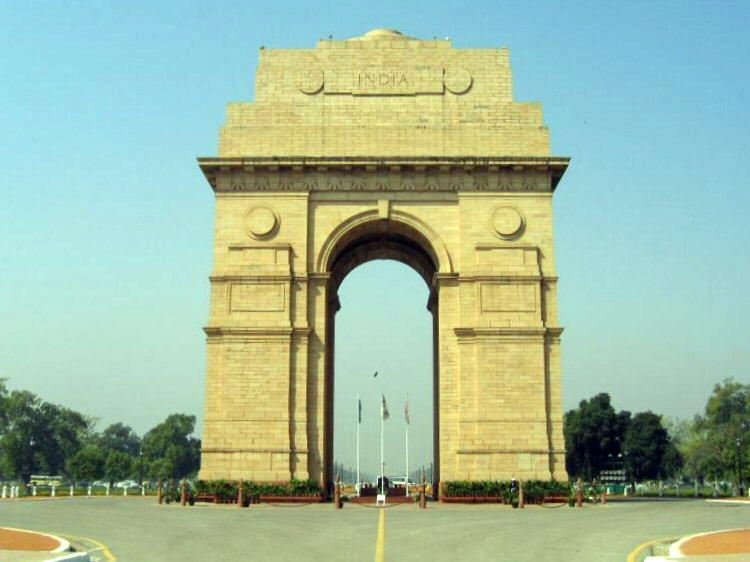
インドのインド門

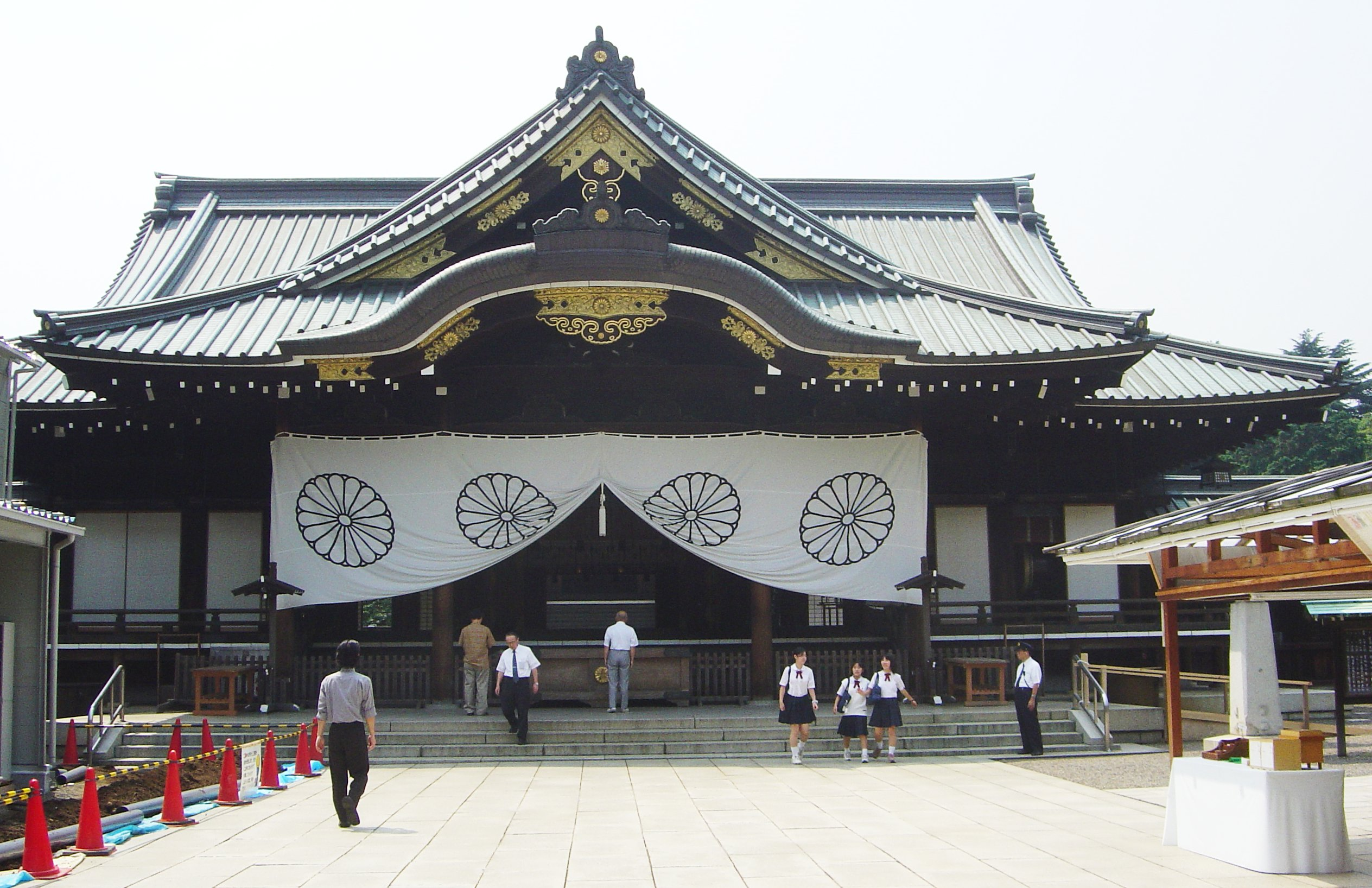
日本の靖国神社

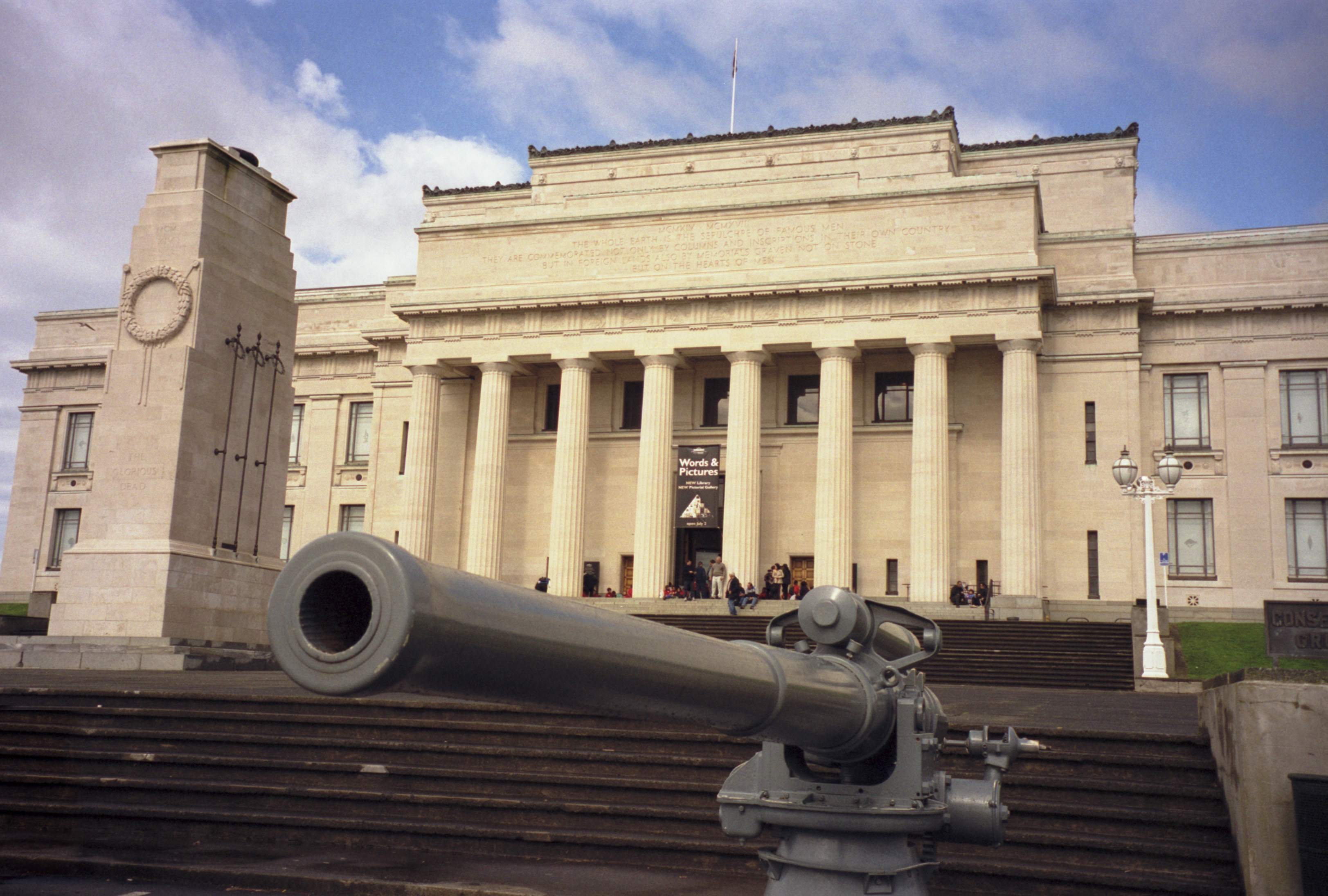
ニュージーランドのオークランド戦争記念博物館と正面の記念碑

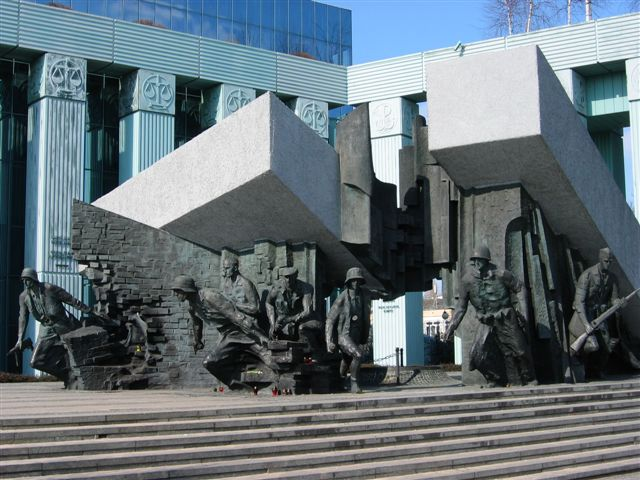
ポーランドのワルシャワ蜂起英雄像

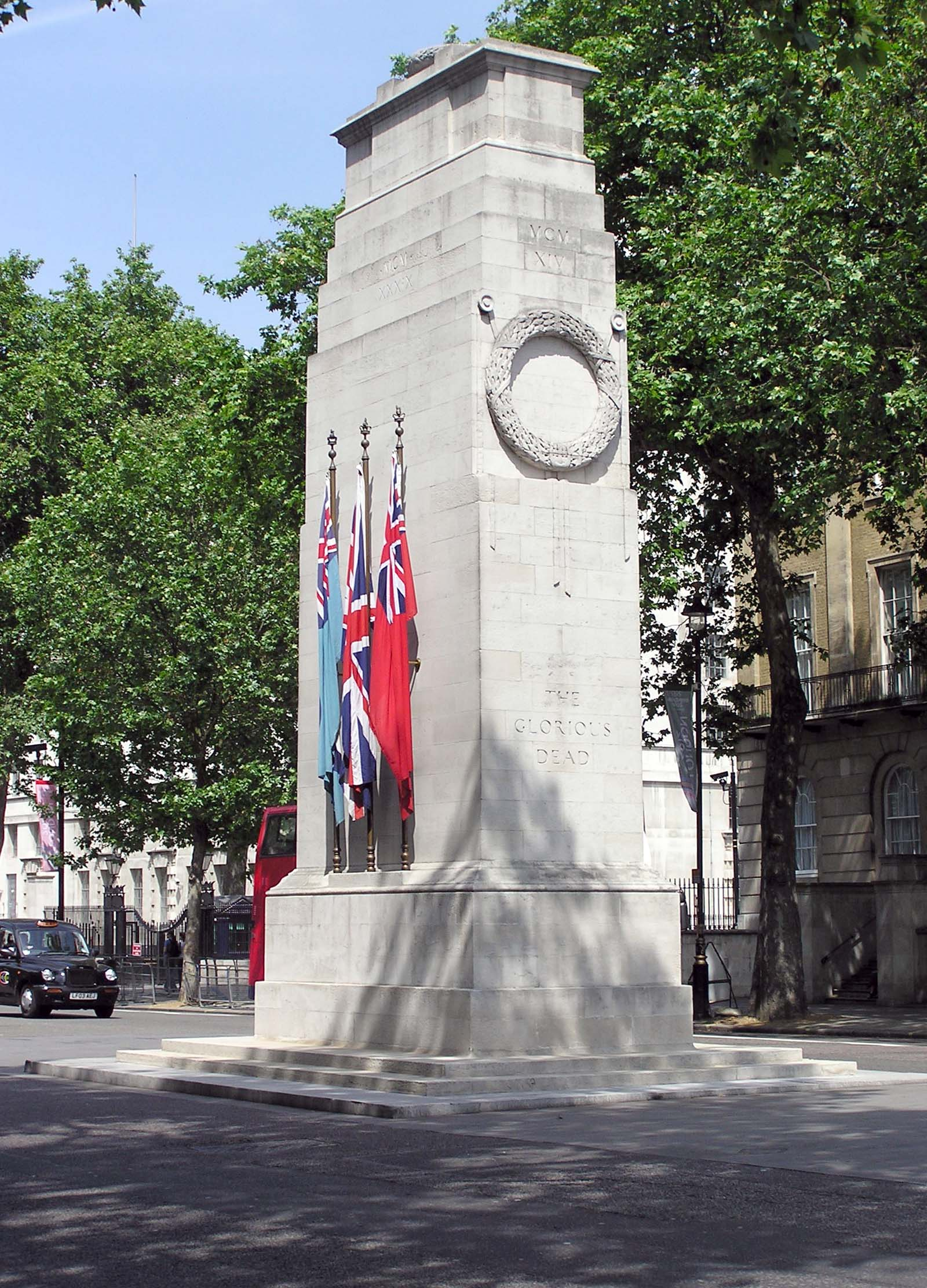
イギリス・ロンドン・ホワイトホールの記念碑

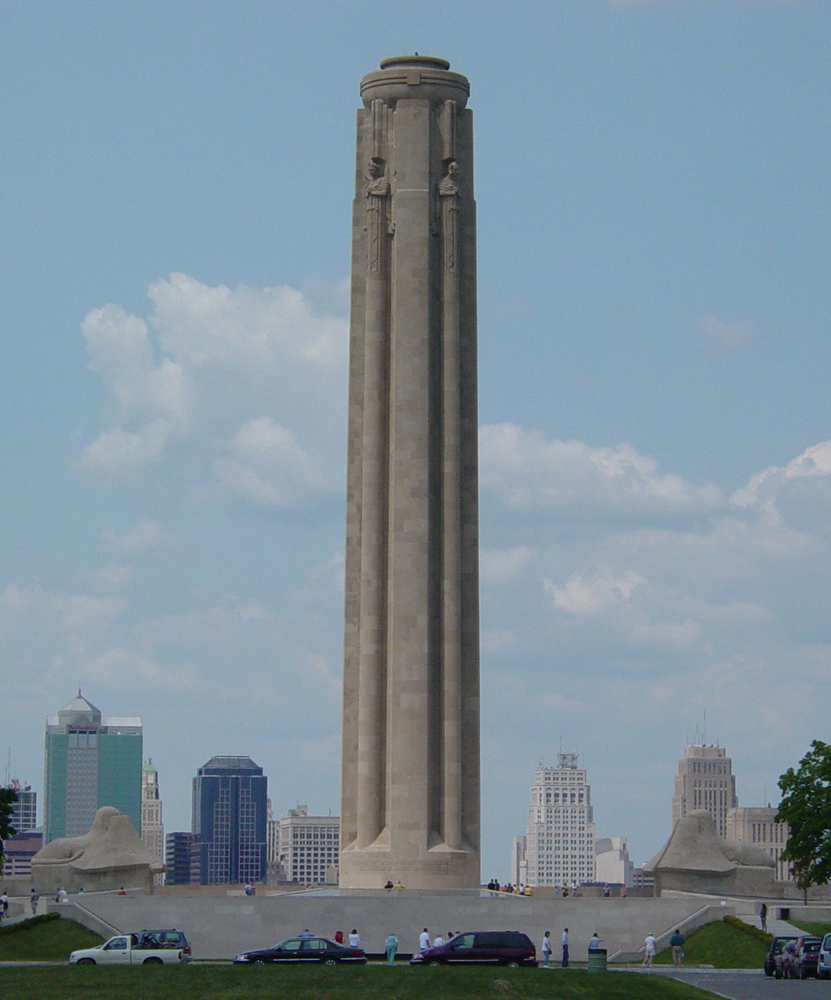
アメリカ合衆国・カンザスシティの第一次世界大戦解放記念塔

戦争記念施設（せんそうきねんしせつ、英語: war memorial、戦争メモリアル）とは、戦争の記念や戦勝の祝福、あるいは戦死者や戦災者を賞賛・追悼・慰霊するためのモニュメント（記念建造物）である。慰霊碑、慰霊塔、忠魂碑、忠霊塔、記念館、銅像などを含む。また無名戦士の墓などの共同墓地や戦争博物館などを兼ねたり併設するものもある。

## 歴史

### 第一次世界大戦
第一次世界大戦では多数の国で従来に無い破壊と人命損失が発生した。そのため各国では多くの都市ではモニュメントが建てられ、より小規模な町や地方ではその地方出身の戦死者の名前の一覧が記された。ベルギーのMenin GateやフランスのThiepval Memorialなどは、身元が識別できない数千名の死者を記念する巨大なモニュメントである。

### 第二次世界大戦以降
第二次世界大戦の死者は、第一次世界大戦のメモリアルを拡充して追加した例も多い。また朝鮮戦争やベトナム戦争などのメモリアルも存在する。

## 主な例

### ヨーロッパ
- イギリス
  - ザ・セノタフ（The Cenotaph）
  - The National Armed Forces Memorial
  - Commando Memorial
  - en:Lewis War Memorial
  - en:National Firefighters Memorial
  - en:Scottish National War Memorial
  - en:Shot at Dawn Memorial
  - 無名戦士の墓 (イギリス)
  - Women of World War II
  - ウェールズ国立戦争記念碑（英語版）
  - en:Scottish War Memorials
  - en:Northern Ireland War Memorial

- アイルランド
  - Garden of Remembrance
  - en:National War Memorial, Islandbridge

- フランス
  - Beaumont-Hamel Newfoundland Memorial Park
  - Douaumont Ossuary Verdun
  - Welsh Memorial at Mametz Wood
  - en:Notre Dame de Lorette
  - en:Verdun Memorial
  - en:Villers–Bretonneux Australian National Memorial
  - Vimy Ridge Memorial
  - en:Thiepval Memorial to the Missing of the Somme
  - en:Normandy American Cemetery and Memorial

- ドイツ
  - ノイエ・ヴァッヘ
  - ニーダーザクセンシュタイン（ヴォルプスヴェーデ内）
  - en:Tannenberg memorial
  - en:Völkerschlachtdenkmal
  - en:Befreiungshalle
  - en:Hermannsdenkmal
  - en:Soviet War Memorial (Treptower Park)

- ベルギー
  - Menin Gate Memorial
  - en:Saint Julien Memorial
  - en:Island of Ireland Peace Park

- オランダ
  - National Monument
  - en:Netherlands American Cemetery
  - Groesbeek Memorial, Canadian War Cemetery
  - Liberty Monument Welberg

- イタリア
  - 祖国の祭壇(ヴィットーリオ・エマヌエーレ2世記念堂の一部)
  - Sacrario militare di Redipuglia
  - Sacrario militare di Asiago
  - Sacrario militare di Pocol
  - Sacrario militare di Oslavia
  - Sacrario militare del Pasubio
  - Sacrario militare del Montello
  - Sacrario militare del Monte Grappa
  - Sacrario militare dei Caduti Oltremare di Bari

- スペイン
  - 戦没者の谷

- ルーマニア
  - Mausoleum of Mărăşeşti
  - 無名戦士の墓 (ルーマニア)

- ベラルーシ
  - ブレスト要塞

- エストニア
  - en:Independence War Victory Column

- ロシア
  - ママエフ・クルガン
  - 無名戦士の墓 (モスクワ)
  - ロシア軍主聖堂（英語版）
  - en:Piskarevskoye Memorial Cemetery
  - en:Poklonnaya Gora

- トルコ
  - Zafer Anıtı-Turkish İndependence War Glory Memorial
  - Ulus Cumhuriyet Anıtı-Ulus Turkish Republic Memorial
  - Guven Anıtı-Turkish Soldiers Memorial
  - Gelibolu Peninsula
  - Korean War Veterans Memorial
  - Turkish İndependence War Memorial
- セルビア・ クロアチア・ ボスニア・ヘルツェゴビナ・ スロベニア・ 北マケドニア・ モンテネグロ・ コソボ
  - スポメニック

### アメリカ州
- カナダ
  - 国立戦争記念碑 (カナダ)（英語版）
  - カナダの戦争記念碑（英語版）

- アメリカ合衆国
  - アーリントン国立墓地
  - 第二次世界大戦記念碑
  - 朝鮮戦争戦没者慰霊碑
  - ベトナム戦争戦没者慰霊碑
  - アメリカ記念公園
  - アイアン・マイク（英語版）
  - アメリカ合衆国国立墓地
  - Spirit of the American Doughboy
  - 無名戦士の墓 (アーリントン国立墓地)（英語版）
  - 海兵隊戦争記念碑
  - ベトナム女性記念碑（英語版）
  - 国立第一次世界大戦博物館および記念碑（英語版）
  - アメリカ合衆国海軍記念碑（英語版）
  - Northwood Gratitude and Honor Memorial[1]

### オセアニア
- オーストラリア
  - オーストラリア戦争記念館
  - アンザック戦争記念館（英語版） (Sydney)
  - 戦没者慰霊館 (メルボルン)
  - 国立戦争記念碑 (南オーストラリア)（英語版） (Adelaide)
  - ホバート・セノタフ（英語版） (Hobart)
  - 戦没者慰霊碑 (ブリスベン)（英語版） (Brisbane)

- ニュージーランド
  - オークランド博物館

### アジア
- 中国
  - 人民英雄紀念碑
  - 中国人民革命軍事博物館
  - 侵華日軍第七三一部隊罪証陳列館
  - 南京大虐殺紀念館
  - 中国人民抗日戦争紀念館

- 中華民国
  - 国民革命忠烈祠
  - 国軍歴史文物館

- 香港
  - 和平紀念碑 (香港)（英語版）

- インド
  - インド門 （国立）

- バングラデシュ
  - 国立殉教者記念碑（英語版）

- インドネシア
  - カリバタ英雄墓地

- イラク
  - アルシャヒード・モニュメント

- イスラエル
  - ヘルツルの丘

- マレーシア
  - 国家記念碑 (マレーシア)（英語版）（国立）

- シンガポール
  - クランジ戦没者墓地（英語版）

- 韓国
  - 戦争記念館
  - 国立ソウル顕忠院
  - 加平カナダ記念碑（英語版）

- 北朝鮮
  - 大城山革命烈士陵（平壌直轄市大城区域）
  - 愛国烈士陵（平壌直轄市兄弟山区域）

- 日本
  - 靖国神社 - 護国神社
  - 忠魂碑 - 忠霊塔
  - 日清戦争凱旋碑
  - 千鳥ケ淵戦没者墓苑
  - 国立広島原爆死没者追悼平和祈念館 - 原爆死没者慰霊碑
  - 国立長崎原爆死没者追悼平和祈念館 - 平和祈念像
  - 沖縄戦跡国定公園 - ひめゆりの塔 - ひめゆり平和祈念資料館
  - 東京都戦没者霊苑 - 東京都慰霊堂
  - 太平洋戦全国戦災都市空爆死没者慰霊塔
  - 九人の乙女の像
  - 世界無名戦士之墓
  - 若人の広場 - 戦没学徒記念館
  - 清水忠霊塔公園

### アフリカ
- エジプト
  - 無名戦士の記念碑 (エジプト)（英語版）